# پارک ملی دایسوزان
پارک ملی دایسوزان (به لاتین: Daisetsuzan National Park) یک پارک ملی و منطقهٔ مسکونی در ژاپن است که در Hokkaido Prefecture واقع شده‌است.